# Yoshino Mikumari-jinja

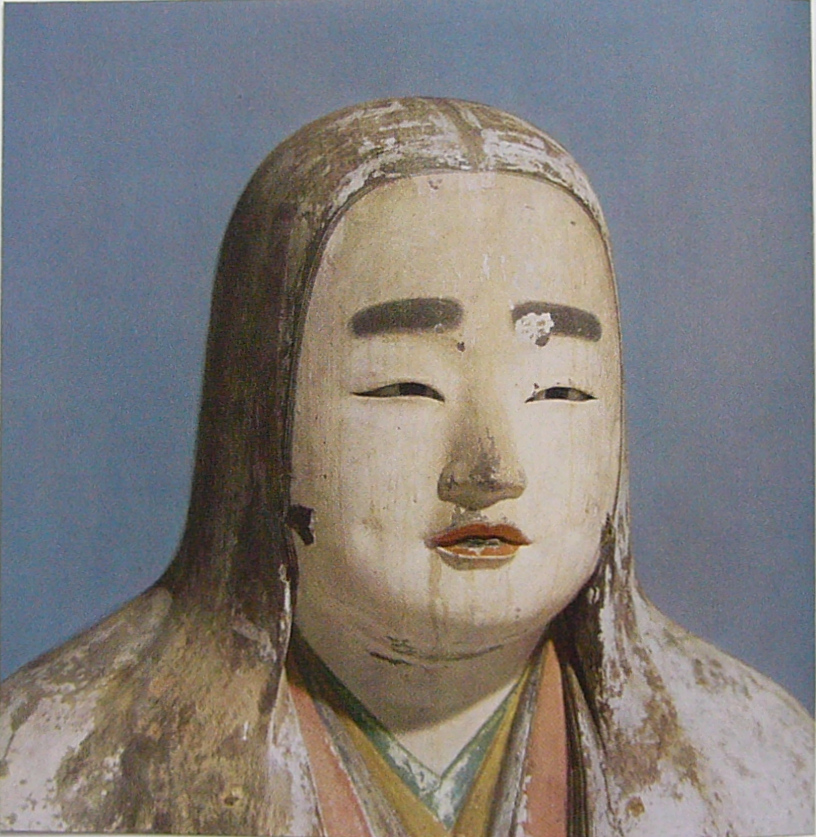
Statue de Tamayori-bime, déesse de la mythologie japonaise.

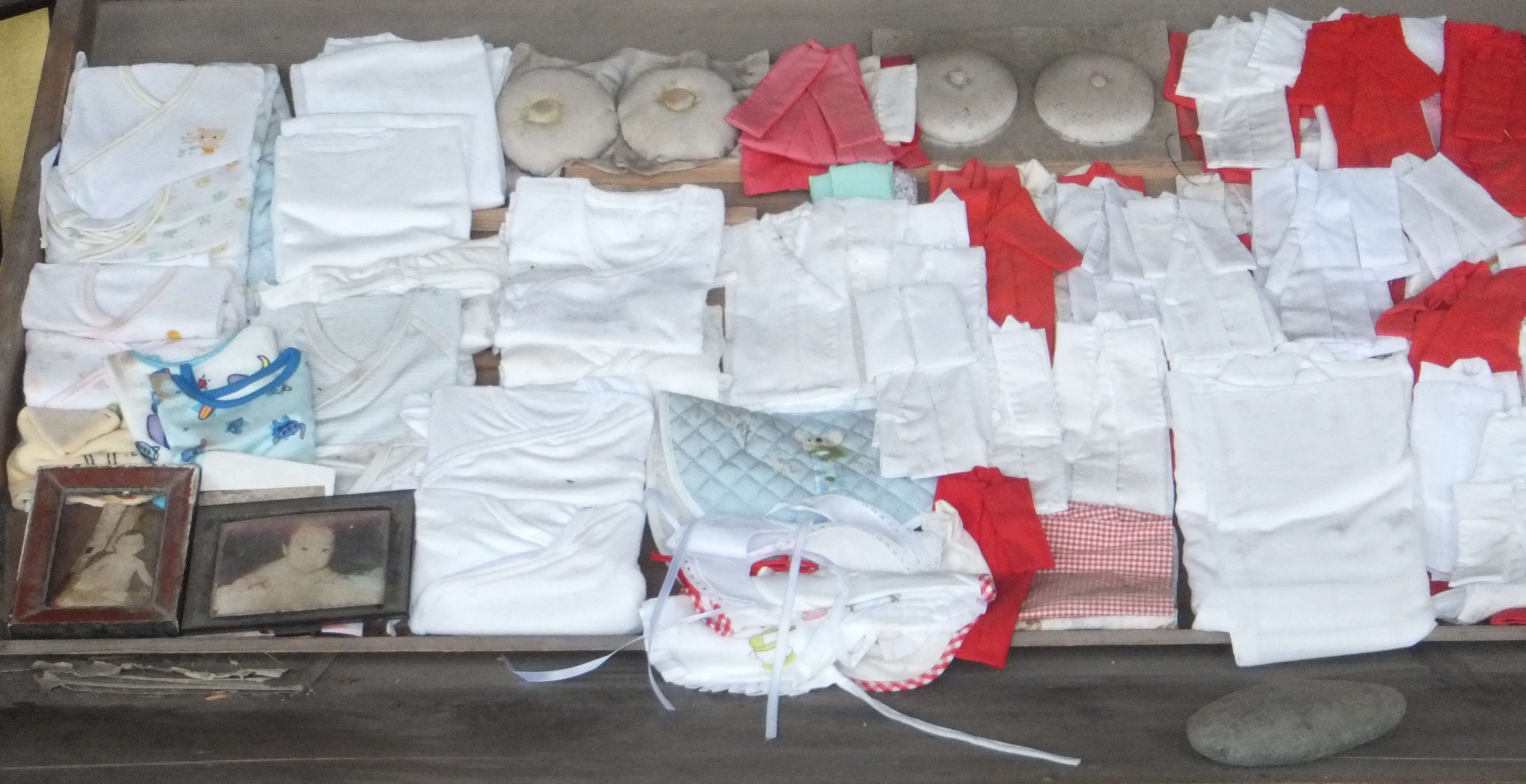
Offrandes votives liées à la fertilité, l'enfance et la lactation.

Le Yoshino Mikumari-jinja (吉野水分神社) est un sanctuaire shinto situé sur le mont Yoshino, district de Yoshino dans la préfecture de Nara, au Japon. Il est étroitement associé à l'empereur Go-Daigo.
Le sanctuaire est consacré à Mikumari, kami shinto féminin associée à l'eau. C'est l'un des quatre sanctuaires dédiés à Mikumari importants au Japon.
Le honden (bâtiment principal), bien culturel important du Japon，est un bâtiment inhabituel de 9 ken de long et 2 ken de large. Construit dans le style nagare-zukuri, il possède néanmoins en son centre un élément de style Kasuga-zukuri.
En 2004, le sanctuaire est intégré dans la liste du patrimoine mondial de l'UNESCO sous l'appellation « Sites sacrés et chemins de pèlerinage dans les monts Kii ».

## Histoire
Le nom du sanctuaire apparaît pour la première fois dans le Shoku Nihongi, à la fin du VIIIe siècle, dans une anecdote concernant une prière de l'empereur Monmu, qui a régné vers 700. Au IXe siècle, le sanctuaire devient populaire auprès d'hommes et de femmes qui ne peuvent avoir d'enfant ou de femmes qui ont perdu un enfant pendant leur grossesse, volontairement ou non.
Les bâtiments actuels datent de 1605 ; on en attribue la construction à Toyotomi Hideyori. Son père, Toyotomi Hideyoshi, n'ayant pas d’héritier mâle, était venu prier au Yoshino Mikumari-jinja ; les nouveaux édifices seraient une sorte d'ex-voto de remerciement pour la naissance de son fils.